# Silvio Denz

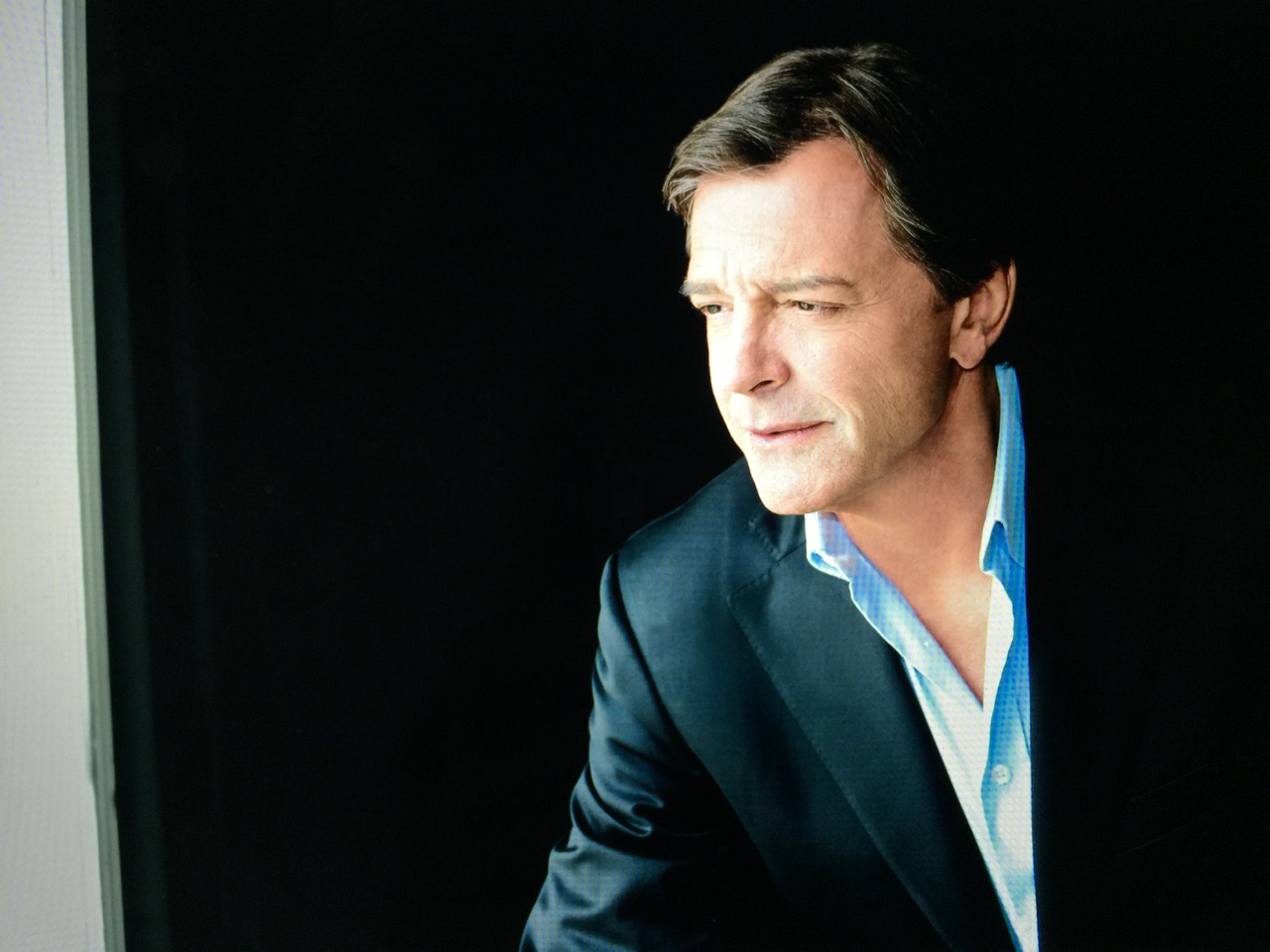
Silvio Werner Denz

Silvio Werner Denz (* 14. September 1956 in Basel) ist ein Schweizer Unternehmer, Sammler von Weinen und Kunstwerken.

## Leben
Silvio Denz lebt in der Schweiz und hat einen Sohn, Claudio Denz (* 1988). In der Vergangenheit war er in verschiedenen Unternehmen in der Schweiz und den Vereinigten Staaten in den Bereichen Finanzen, Einzelhandel und Marketing tätig. Heute konzentriert er sich auf Luxusgüter, Hospitality und Wein. Das Schweizer Wirtschaftsmagazin Bilanz zählt ihn zu den 300 vermögendsten Schweizern und zu den 100 wichtigsten Persönlichkeiten im Schweizer Wirtschaftsmarkt.

### Unternehmer

#### Parfüm, Hotellerie und hochwertige Spirituosen
Nach dem Abschluss einer kaufmännischen Lehre und verschiedenen Tätigkeiten im Finanz-, Handels- und Marketingbereich in der Schweiz und den USA übernahm Silvio Denz 1980 die Geschäftsführung der Alrodo AG in Zürich. Alrodo war damals im Besitz seines Vaters und seines Onkels. Das Unternehmen wickelte anfänglich mit acht Mitarbeitenden den Einkauf von Parfüm und Kosmetika für die Import Parfumerien ab. 1984 übernahm Silvio Denz das gesamte Aktienpaket und baute das Unternehmen innerhalb von 20 Jahren zur schweizweit grössten Parfümeriekette mit 120 Filialen aus. Von 1980 bis 2000 stieg die Anzahl der Mitarbeitenden von 8 auf 800 an.
Im Jahr 2000 verkaufte Silvio Denz die Alrodo AG an die französische Parfümeriekette Marionnaud. Im gleichen Jahr gründete er die Lalique Group SA (ehemals Art & Fragrance SA), die sich der Kreation, der Produktion und dem internationalen Vertrieb verschiedener Parfüm- und Kosmetikmarken wie Lalique Parfums, Jaguar Fragrances, Bentley Fragrances, Parfums Grès, Parfums Alain Delon, Superdry Fragrances, Mikimoto Fragrances und Parfüms für Brioni widmet. Im Jahr 2007 wurde die Marke Ultrasun in das Portfolio des Unternehmens aufgenommen. Ultrasun ist ein international anerkannter Marktführer im Bereich UV-Schutz und seit über 30 Jahren auf dem Markt. Seit 2007 ist das Unternehmen an der Börse kotiert – zuerst war es an der Berner Börse und heute ist es an der SIX Swiss Exchange kotiert (seit Juni 2018).  Das Gastronomie-/Gastgewerbeportfolio der Gruppe umfasst vier Hotels und Restaurants. Drei dieser exklusiven Einrichtungen befinden sich in Frankreich, und ein weiteres Fine-Dining-Restaurant befindet sich in der Whisky-Brennerei The Glenturret in Schottland. Drei Restaurants wurden mit zwei Michelin-Sternen ausgezeichnet. Per 28. März 2019 hat Lalique Group die Übernahme von 50 % von The Glenturret, Schottlands ältester noch operativer Destillerie für Single Malt Whisky, abgeschlossen und damit ihr Portfolio im Luxusgütermarkt erweitert. Im Sommer 2021 eröffnete die Destillerie ein neues Restaurant. Im Juli 2022 hat Silvio Denz – zusammen mit Unternehmer Peter Spuhler – das Hotel Florhof in Zürich erworben. Nach einer Renovation wird das historische Haus 2025 als «Villa Florhof» im Lalique-Stil wiedereröffnet werden. 2023 erwarb das Unternehmen zudem das Zürcher Seidenlabel Fabric Frontline, das im Frühling 2025 seinen Relaunch feiert.  Seit dem 4. September 2024 sind die Aktien der Lalique Group, nach einem erfolgreichen Vollzug des öffentlichen Kaufangebots durch Silvio Denz, von der SIX Swiss Exchange dekotiert.

#### Luxusgüter und Kristall
Als Sammler von Vintage Parfümflakons, kreiert von René Lalique, besitzt Silvio Denz die vermutlich weltweit bedeutendste Privatsammlung mit mehr als 650 Originalstücken.
2008 erwarb die von Silvio Denz gegründete Lalique Group S.A, Zürich, die französische Kristallmanufaktur Lalique S.A. im elsässischen Wingen-sur-Moder. Die Glasherstellungstechniken wurden 2023 zur UNESCO-Liste für Immaterielles Kulturerbe aufgenommen.  Das Unternehmen mit Sitz in Paris ist ein französisches Luxusgüterunternehmen, das Schmuck, Parfüm und Glasobjekte herstellt. Es wurde 1888 vom französischen Glaskünstler René Lalique begründet. Weltbekannt wurde Lalique durch seine Jugendstil- und Art-déco-Schmuckkreationen, Parfumflakons aus Kristallglas und Glasskulpturen. 
Das Unternehmen wurde nach der Übernahme komplett restrukturiert und ist seither wieder profitabel. Im Einklang mit René Lalique’s künstlerischer und vielseitiger Vorgehensweise, hat Silvio Denz die Marke in Richtung Lifestyle geleitet und zu einer Welt mit sechs Säulen ausgebaut: Kunst, Kristallobjekte, Innendekoration, Schmuck, Parfüm sowie Hospitality. Lalique hat gemeinsam mit verschiedenen anderen Luxusmarken (darunter Bentley, The Macallan und Steinway & Sons) Co-branding Projekte entwickelt. Weitere Kooperationen wurden ausserdem mit renommierten Künstlern (wie Zaha Hadid, Jean-Michel Jarre, Damien Hirst, Elton John usw.), die einige exklusive Kollektionen produziert haben, unterzeichnet. 2011 hat das Lalique-Museum in Wingen-sur-Moder (Elsass) seine Türen nach zwei Jahren Bauzeit eröffnet. Die Ausstellung umfasst über 650 entwickelte Werke (meistens Schmuck, Kristall- und Dekorglas) von René Lalique und seinen Nachfolgern, darunter befinden sich 200 Stücke aus der privaten Sammlung von Denz, welche dem Museum zu Ausstellungszwecken zur Verfügung gestellt werden. Silvio Denz hat zudem beschlossen, der historischen Villa von René Lalique in Wingen-sur-Moder ein neues Leben zu verleihen und hat das Gebäude in ein Hotel der gehobenen Kategorie und Restaurant verwandelt, einem Zwei-Sterne-Restaurant unter der Leitung von Paul Stradner.

#### Wein
1994 gründete Silvio Denz zusammen sechs weiteren Partnern die Les Grands Vins Wermuth S. A.[2], heutzutage aufgeteilt in Denz Weine (Vertrieb) und Wermuth Auktionen AG (Auktionen) in Zürich. 1998 kaufte er mit denselben Partnern das Weingut Clos d’Agon an der Costa Brava, das vom international bekannten Oenologen Peter Sisseck (Dominio Pingus) betreut wird. Im Jahr 2020 verkaufte Silvio Denz seine Anteile am Clos d’Agon. 2005 kaufte Denz das sechs Kilometer östlich von Saint-Emilion gelegene Weingut Château Faugères, das 30 Mitarbeitende beschäftigt. Es umfasst drei Weingüter: Château Faugères, Château Péby Faugères, beide in der Appellation Saint-Emilion gelegen, sowie Château Cap-de-Faugères in den Côtes de Castillon. Silvio Denz übernahm 2010 zusammen mit Peter Sisseck das historische Weingut Château Rocheyron in Saint-Emilion. Seine Weingüter im Bordeaux erstrecken sich auf insgesamt 120 Hektaren.
Der Weinkeller von Château Faugères ist ein Werk des Architekten Mario Botta, der seine Schöpfung als „Kathedrale des Weins“ bezeichnet. Mittels modernster Technik, gepaart mit traditionellen Methoden, wie der Gravität, werden hier Weine nach höchsten Qualitätsansprüchen gekeltert und in Eichenfässern ausgebaut. 2012 erreichten die beiden Weingüter Château Faugères und Château Péby Faugères die Klassifizierung Grand Cru Classé von Saint Emilion. Château Péby Faugères zählt heute gemäss dem internationalen Weinkritiker Robert Parker zu den besten Bordeaux-Weinen. Der Jahrgang 2005 wurde vom einflussreichen Robert Parker's Wine Buyers Guide mit 100/100 Punkten bewertet. Anfang 2014 hat Silvio Denz das Château Lafaurie-Peyraguey, eines der wenigen Premiers Grands Cru Classés von 1855 und eines der ältesten Weingüter von Sauternes, erworben. 2018 erfolgte die Einweihung des Luxushotels mit Gourmetrestaurant im Château Lafaurie-Peyraguey, heute Mitglied der Relais & Châteaux-Kette und 5-Sterne-Hotel. Chef Jérôme Schilling und das Restaurant "Lalique" wurden im Jahr 2019 mit dem ersten Michelin-Stern ausgezeichnet. Das Restaurant erhielt im Februar 2022 einen zweiten Stern des Guide Michelin 2022. Im November 2023 entschied Denz seinen Anteil der Lalique Group zu verkaufen, die eine Akquisition einer 75%-Beteiligung am renommierten Weingut Château Lafaurie-Peyraguey abgeschlossen hat.
Am 17. September 2017 wurde Silvio Denz als Jurat von Saint-Emilion aufgenommen. Die Jurade von Saint-Emilion zählt heute 127 Juraten und mehr als 3.000 Botschafter des Weins von Saint-Emilion weltweit.
Im Oktober 2017 hat er für sein Engagement im Elsass einen Sonderpreis erhalten, der von Fond‘Action Alsace vergeben wird. Zudem hat er den Preis Guillon d‘Or von der Confrérie du Guillon, einer 1954 gegründeten Bruderschaft für waadtländische Weine, überreicht bekommen, um seine Leidenschaft und sein Wirken in der Welt des Weines zu würdigen.
Das französische Wein-Magazin "La Revue du Vin" zählt Silvio Denz zu den 200 wichtigsten Weinpersönlichkeiten 2018. und das Schweizer Magazin Vinum zählt ihn zu den 25 wichtigsten Persönlichkeiten 2022.

#### Immobilien
2003 stieg Silvio Denz in London in den Immobilienhandel ein. Zusammen mit einem ortsansässigen Partner kauft er alte Herrschaftshäuser in den Londoner Stadtteilen Mayfair, Knightsbridge und Kensington. Die Häuser werden aufwendig renoviert und dann wieder zum Kauf angeboten.

### Sammler
Bilder
Silvio Denz ist Sammler von Werken international bekannter Künstler. In seiner Sammlung befinden sich Meisterwerke aus verschiedenen Epochen.
Wein
Silvio Denz kauft seit über 30 Jahren Spitzenweine, hauptsächlich aus dem Bordeaux. Sein Privatkeller umfasst mehr als 35.000 Flaschen.
Kristall
In den 1980er Jahren entwickelte Silvio Denz eine Sammelleidenschaft für Parfümflakons. Heute ist er Besitzer der weltweit grössten privaten Flakonsammlung des Französischen Glas-Künstlers René Lalique. Seine Sammlung ist im Musée Lalique im elsässischen Wingen-sur-Moder ausgestellt.

## Auszeichnungen und Mandate
- Ehrenoffizier des Ordens «Coteaux de Champagne» (7. Oktober 2022)[43]
- Ernennung "Commandeur de la Commanderie du Bontemps de Médoc, des Graves, de Sauternes et de Barsac" (16. Mai 2019)
- Verwaltungsratsmitglied; Verwaltungsrat Lindt & Sprüngli (2018)[44]
- Auszeichnung "Les 200 personnalités du vin", La Revue du vin de France (2018)[45]
- Mitglied "Chaîne des Rôtisseurs" (2018)[46]
- Jurat von Saint-Emilion, Jurade von Saint-Emilion (17. September 2017)[37]
- Sonderpreis der Jury, Fond‘Action Alsace (2017)[38]
- Preis Guillon d‘Or, Confrérie du Guillon (2017)[39]
- Mitglied "Keepers of the Quaich" (2015)[47]
- Ehrenmitglied "Confrérie Saint-Etienne d'Alsace" (2017)[48]
- Mitglied "Club Prosper Montagné" (2016)[49]